# Chintaki, Aurad
Chintaki là một làng thuộc tehsil Aurad, huyện Bidar, bang Karnataka, Ấn Độ.